# Centro Universitário Maria Milza
O Centro Universitário Maria Milza (UNIMAM) é uma instituição de ensino superior privada fundada em 18 de março de 2004 e sediada na cidade de Cruz das Almas, na Bahia.

## História
Com origens em um cursinho pré-vestibular criado na década de 1980, o UNIMAM se encontra em funcionamento desde 2004, quando se chamava Faculdade Maria Milza e foi autorizado o seu funcionamento por meio de credenciamento dos primeiros cursos de graduação oferecidos pela instituição, conforme decisão administrativa realizada pelo Ministério da Educação, estando ativa desde então como um dos mais antigos centros universitários privados do Recôncavo Baiano.

## Ensino
O ensino da UNIMAM é composto por cursos de graduação e pós-graduação stricto sensu. Os principais cursos de graduação são de Arquitetura e Urbanismo, de Ciências Contábeis, de Direito, de Farmácia, de Odontologia e de Psicologia.
A UNIMAM conta ainda com dois programas de pós-graduação stricto sensu que oferecem cursos de mestrado:
- Biotecnologia;
- Desenvolvimento Regional e Meio Ambiente.

## Pesquisa e Extensão
A pesquisa é desenvolvida pela UNIMAM por meio da publicação de um periódico: a Revista Textura (ISSN nº 2447-9934).